# Любуж
Любу́ж — посёлок в составе Кадинского сельсовета Могилёвского района Могилёвской области Республики Беларусь. Расположен в 3,5 километрах на восток от Могилёва. На западе от посёлка течёт Днепр, на севере река Любуж (приток Днепра).

## История
Любуж известен с XVI века как село, принадлежавшее монахам Спасского монастыря в Могилёве, когда на его месте находился перевоз через Днепр. В 1559 году упоминаются «земли в Лебежу», пожалованные шляхтичам Якубовским королем Сигизмундом-Августом.
В Великом княжестве Литовском известен с 1600 года, как село в Оршанском повете. В 1713 году здесь находился фольварок и мельница. В 1777 году работала корчма. В 1785 году здесь сельцо с 29 жителями, на реке Любуж стояло две мельницы, всё было собственностью помещика. Рядом находилось имение в котором был винокуренный завод, мельница и две сажелки. 
В 1847 году в селе 53 двора, в фольварке 3 водяные мельницы и сукновальня. Во второй половине XIX века кроме села и фольварка рядом находились: деревня Малый Любуж (сейчас Тараново), Большой Любуж и латышская колония Большой Любуж.
В начале XX века в 1,5 километрах от посёлкана Кадинском Хуторе была открыта школа, в которой в 1925 году обучалось 47 учеников. В 1926 году в посёлке Новый Любуж 37 дворов и 190 жителей, в бывшем имении — 16 дворов и 106 жителей. 
В 1930-х годах основан колхоз. Во время Великой Отечественной войны с июля 1941 года по 27 июня 1944 года оккупирован немецкими войсками. С 1984 года Любуж в Кадинском сельсовете. 
В 1990 году здесь было 27 дворов и 77 жителей, деревня относилась к колхозу «Кадино» (центр в деревне Кадино). Здесь размещались: государственная племенная станция, профилакторий «Сосны» могилёвского завода «Химволокно», лесничество, магазин, сельское потребительское общество, столовая, клуб и библиотека.

## Любужский лесопарк
Вокруг посёлка расположен Любужский лесопарк, который издавна является местом отдыха местных жителей и могилевчан. 
Живописные картины и ландшафт лесопарка притягивают к себе всё больше туристов. На территории лесопарка находятся 7 детских оздоровительных лагерей и учебная база биофака МГУ им. А. Кулешова и дендрарий.